# Mega Man: Dr. Wily's Revenge
Mega Man: Dr. Wily's Revenge (Rockman World (ロックマンワールド, Rokkuman Wārudo) au Japon) est un jeu d'action-plates-formes. Il s'agit du premier jeu vidéo de la série Mega Man à être sorti sur la Game Boy. Le jeu a été édité par Capcom,,,,. Le jeu est réédité sur la console virtuelle de la Nintendo 3DS à partir de 2011.

## Histoire
Non content de s'être fait battre dans le premier volet de la série Mega Man, le professeur Wily répare huit anciens robots et en construit un nouveau pour se venger de Mega Man. Le robot bleu est envoyé à la poursuite du professeur Wily dans sa base souterraine et tombe sur Enker, robot spécialement conçu pour combattre Mega Man avec son Mirror Buster.

## Système de jeu
Le gameplay est le même que celui du tout premier Mega Man.